# Comté de Warren (Mississippi)
Pour les articles homonymes, voir Comté de Warren.
Le comté de Warren (en anglais : Warren County) est un comté de l'État du Mississippi, à la frontière avec la Louisiane, aux États-Unis. Sa population s'élève à 48 773 habitants en 2010. Le siège du comté est la ville de Vicksburg.

## Histoire
Fondé en 1809, le comté est nommé d'après Joseph Warren, l'un des Pères fondateurs des États-Unis, tué au combat à la bataille de Bunker Hill (1775).

## Géographie
Le comté couvre une superficie de 1 603 km², dont 1 519 km² en surfaces terrestres.

### Comtés et paroisses adjacents
- Comté d'Issaquena (nord)
- Comté de Yazoo (nord-est)
- Comté de Hinds (est)
- Comté de Claiborne (sud)
- Paroisse de Carroll Est, Louisiane (nord-ouest)
- Paroisse des Tensas, Louisiane (sud-ouest)